# Cistorra

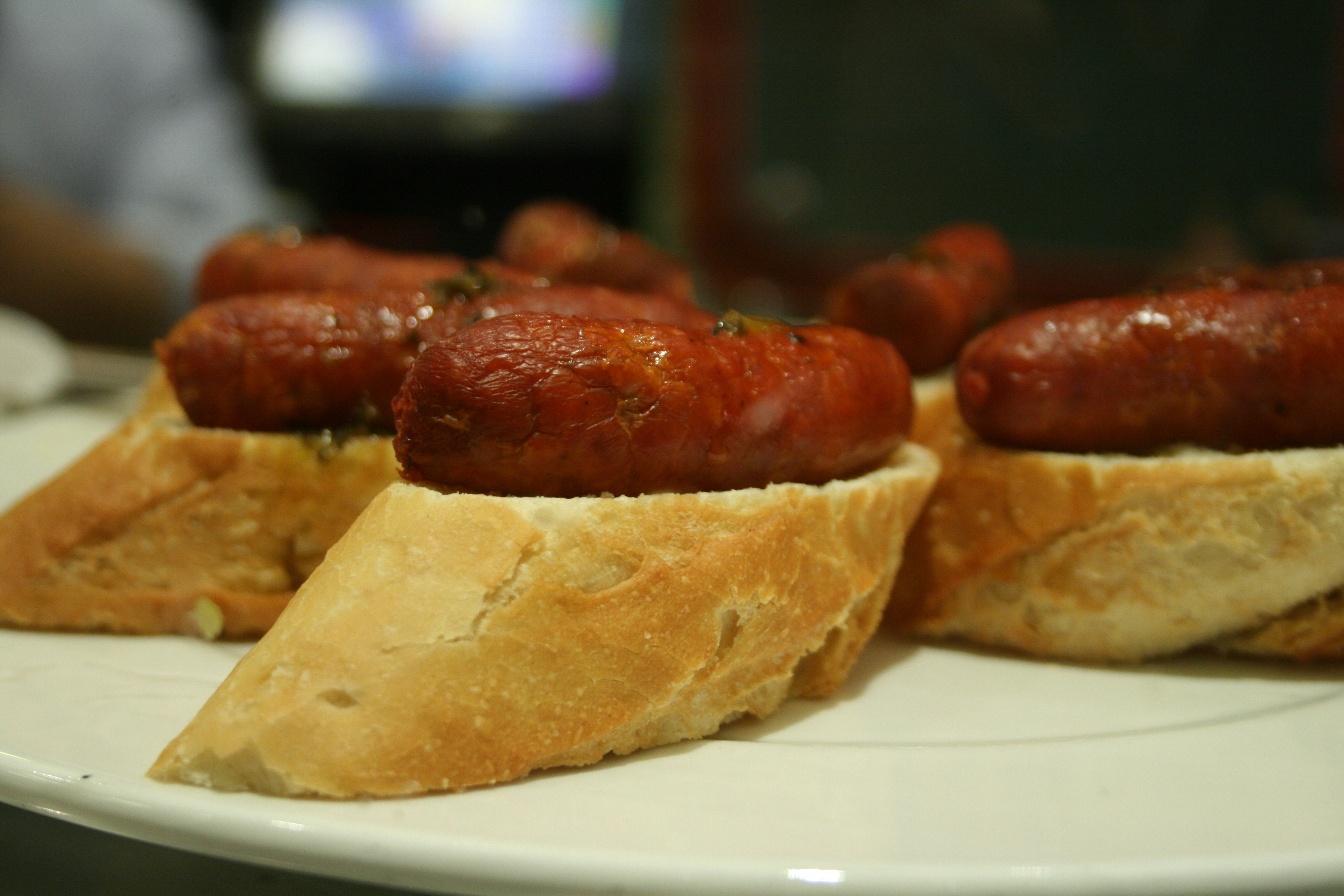
Tapa di cistorra su fetta tostata di pane.

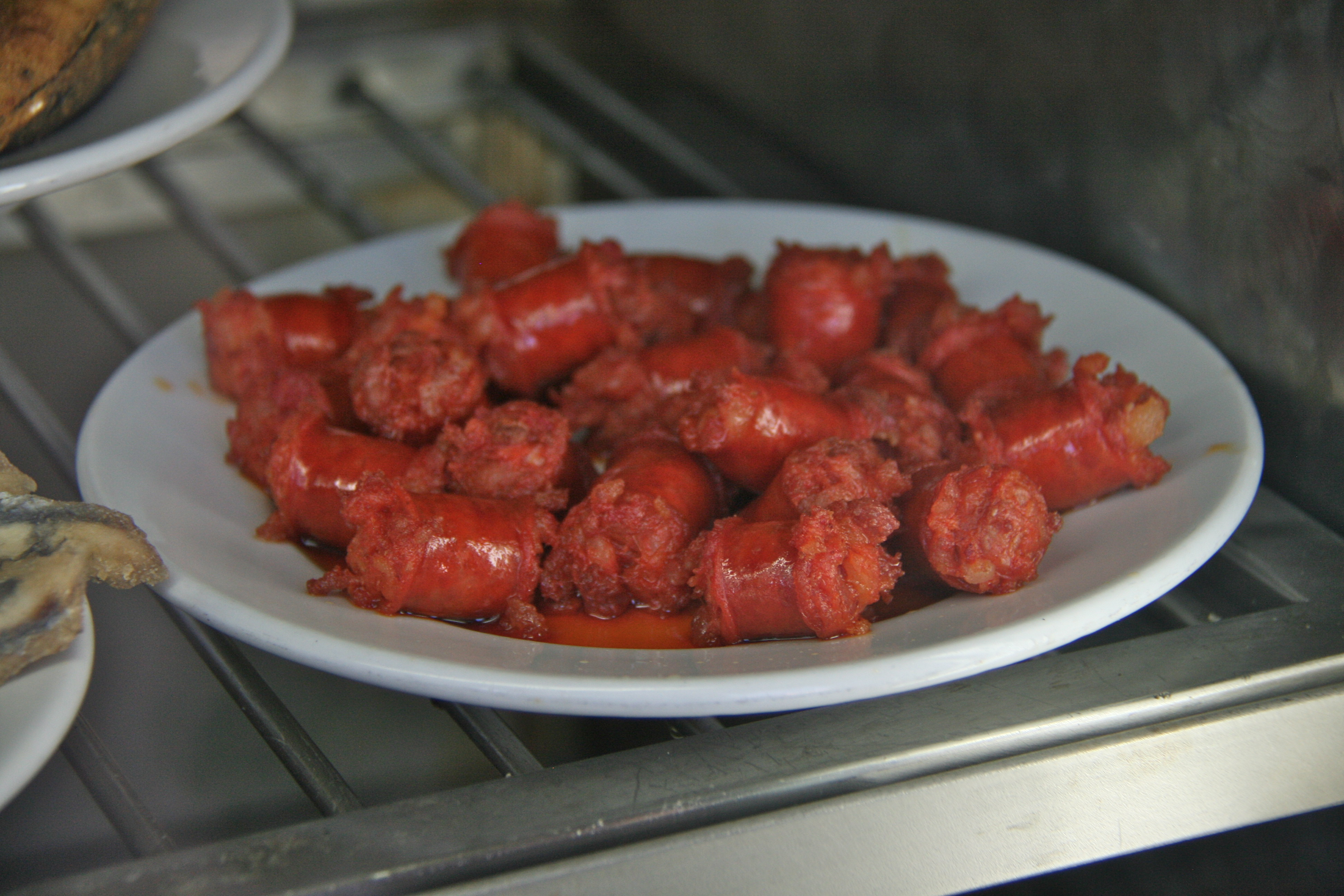
Una porzione di cistorra.

La cistorra, o arbiello (dal basco txistor, salsiccia; in aragonese si conosce come choriceta), è un tipo di insaccato di origine basco-navarra e aragonese elaborato con carne macinata fresca di maiale, anche se può essere un miscuglio di carni di maiale e di manzo, e che contiene tra un 70% e 80% di grasso dipendendo dalla categoria, oltre a aglio, sale e paprica; quest'ultima le conferisce un colore rosso caratteristico, ci possono essere anche erbe aromatiche (generalmente prezzemolo). Si suole consumare fritta o grigliata.

## Caratteristiche
La cistorra si caratterizza per essere un insaccato che si lascia stagionare molto poco tempo (si stabilizza già in 24 ore tra i 2 e 8 °C), all'interno di una vescica di intestino tenue naturale o di plastica. Il prodotto stagionato rimane più morbido di un salame, non supera il diametro di 25 millimetri e i 40 centimetri di lunghezza (esistono casi in cui arriva fino al metro di lunghezza). All'origine, probabilmente era elaborato con le parti meno appetibili della macellazione che, in Gipuzkoa, forse per ragioni climatiche o economiche, era fatto poco prima dell'arrivo dell'inverno. In alcune località (Lodosa) si denomina birika, in euskera birika significa polmone, giacché si deduce che l'ingrediente principale erano i polmoni del porco.
Nei Pirenei aragonese (Salvatierra di Esca, Ansó) si distingue la cistorra, elaborata solo con carne, da un'altra varietà della stessa denominata berica o beritaco che include, oltre i polmoni, la testa disossata del maiale e il liviano (pancreas). Nei dintorni di Jaca esiste anche un'altra varietà, dove si includono oltre il fegato, altre frattaglie del maiale, che riceve il nome di arbiello, parola che in aragonese significa esofago, giacché è questa la vescica utilizzata per insaccare gli ingredienti.
In alcune località della provincia di León si prepara la Cistorra di León, elaborata con maggiori quantità di carne bovina. Oggigiorno si vende fresca, ma sempre più frequentemente si trova confezionata sotto vuoto nei supermercati spagnoli.

## Elaborazione
Si trita finemente la carne preventivamente refrigerata nel tritacarne con la trafila da 8. Si aggiungono i condimenti e si omogeneizza accuratamente, lasciando riposare 2 ore in camera frigorifera. Insaccare in trippa di agnello di 22/24 e porzionare attorcigliando. Lasciare ventilare a temperatura ambiente durante 1 ora e dopo asciugare a 12 °C con un'umidità relativa intorno al 76%. Il tempo di essiccamento è limitato a due o tre giorni, giacché questo insaccato, pur se fermentato, si consuma abbastanza fresco e quasi sempre fritto. Esistono sul mercato preparati completi per insaporire e preparare qualsiasi tipo di insaccato: seguendo le istruzioni si ottengono generalmente dei risultati accettabili anche con preparazioni domestiche fatte da mani non esperte.

## Preparazione

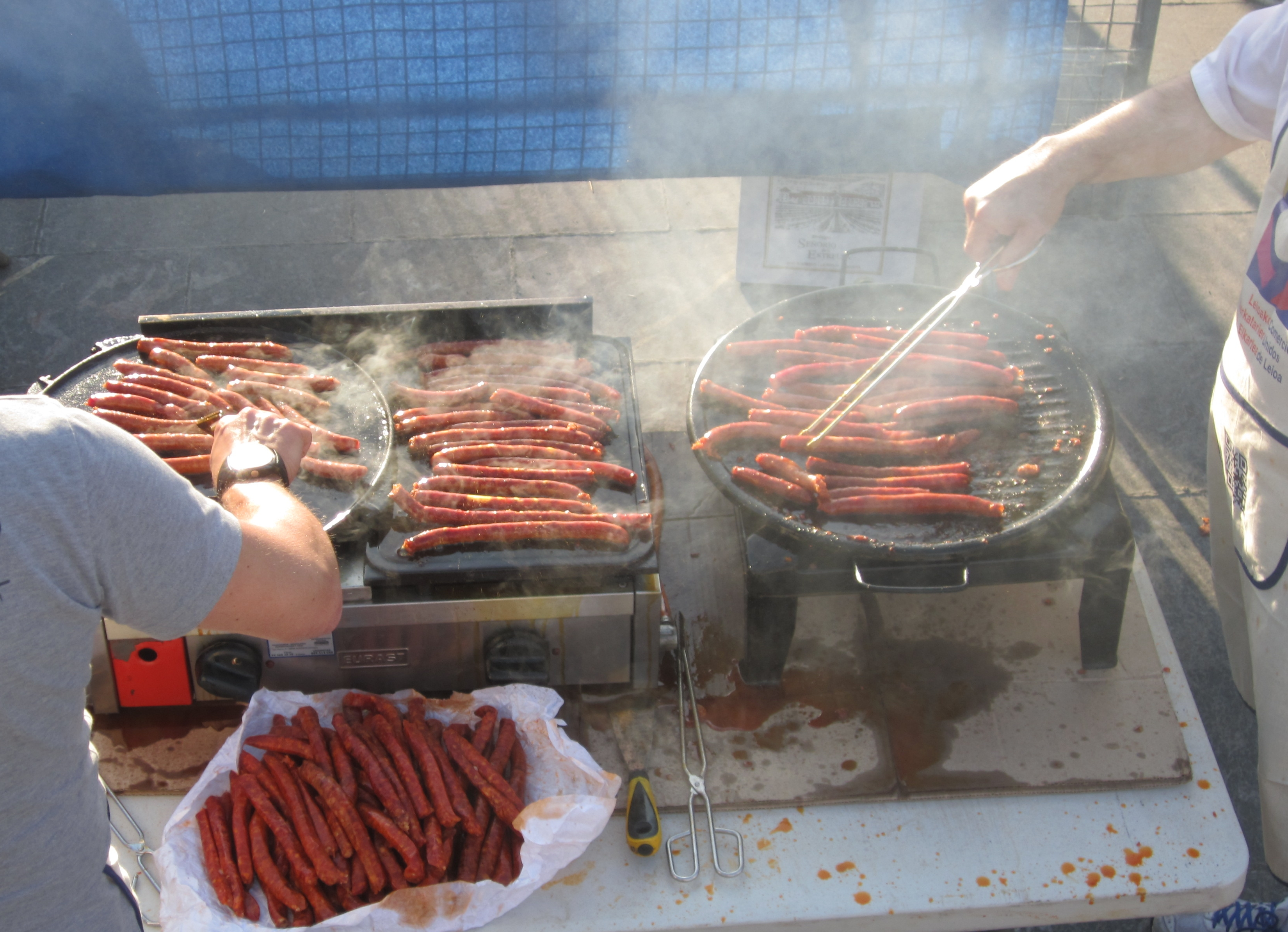
Cistorra sulla griglia.

La cistorra si suole mangiare grigliata o fritta, generalmente accompagna altri piatti, uno dei più popolari è la preparazione con uovo fritto o uova strapazzate e patate (huevos rotos con chistorra y patatas). Di solito si frigge intera, ma poi si serve in pezzi più piccoli (tapa di cistorra) che di solito si accompagnano con il vino bianco (txakoli). A volte costituisce un elemento molto tipico dei bocadillos (bocadillo di chistorra), un'altra variante che appare in alcune salumerie è quella di un croissant con un ripieno di chistorra (croissant preñado). Con le uova si prepara anche la tortilla con cistorra.

## Tradizioni
Il 21 di dicembre nel Paese Basco è il giorno di Santo Tomás, durante questo giorno in tutte le città si possono vedere banchetti di prodotti artigianali tra cui si distaccano, per essere il cibo tipico del giorno, il talo, la cistorra e il sidro o sagardoa come accompagnamento abituale.